# Société Nationale de Constructions Aéronautiques du Nord
Die Société Nationale de Constructions Aéronautiques du Nord (SNCAN) war ein französischer Flugzeughersteller.
Die SNCAN entstand 1936 im Zuge der Nationalisierung der französischen Flugzeugindustrie als Zusammenschluss der Fabriken von Amiot in Caudebec-en-Caux, von ANF Les Mureaux in Les Mureaux, von Breguet in Le Havre, CAMS in Sartrouville und von Potez in Méaulte.
Zu den erfolgreichen Produkten der SNCAN zählen die Transportflugzeuge Nord Noratlas und Nord 1000 (einem auf der deutschen Messerschmitt Bf 108 basierenden Typ) sowie davon abgeleitete Muster.
Durch Zusammenlegung der SNCAN mit dem Staatsunternehmen Arsenal de l’Aéronautique (SFECMAS) entstand am 1. Oktober 1954 die Gesellschaft Nord Aviation.